# Johan Jost Herkimer
Johan Jost Herkimer, Junior, född 1733 i Fort Herkimer, New York, död 1795 i Kingston, Ontario var en amerikansk lojalist, mest känd för att han var bror till den patriotiske generalen Nicholas Herkimer. Som lojalist flydde han till Kanada och blev officer i kampen mot de upproriska kolonierna. Han deltog bland annat i en expedition mot sin forna hembygd. Efter kriget bosatte han sig i Kanada på jord han fått förlänad av den brittiska kronan.

## Lojalist

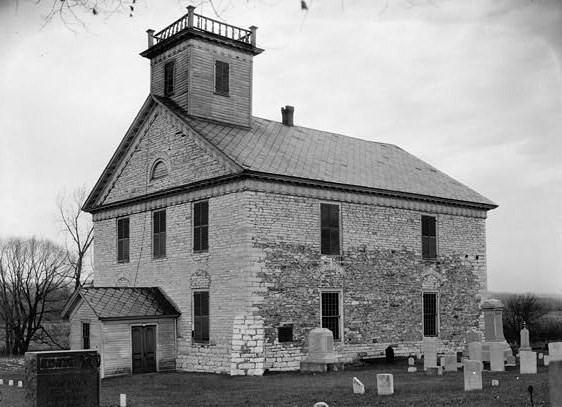
Den gamla reformerta kyrkan i Fort Herkimer där både Johan Jost och hans bror deltog i gudstjänsterna före kriget.

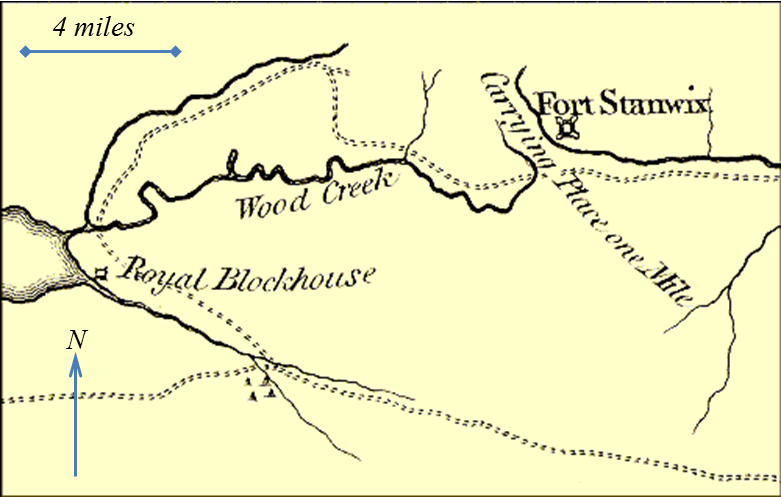
Karta över Fort Stanwix med det vattendrag, Wood Creek, där kapten Herkimer var sysselsatt under slaget vid Oriskany.

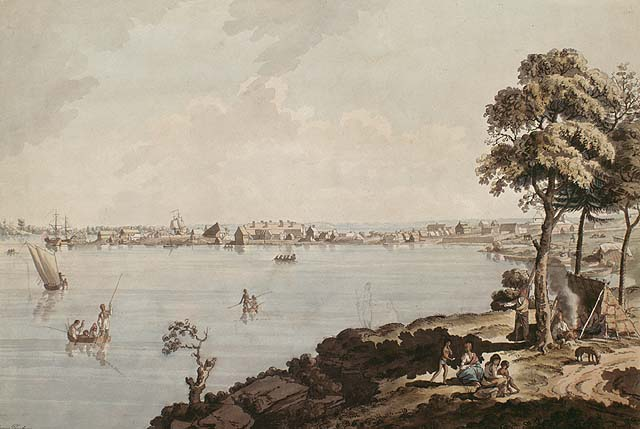
Cataraqui (dagens Kingston, Ontario), som det såg ut 1784, då kapten Herkimer med familj bosatte sig där.

När den amerikanska revolutionen bröt ut var Johan Jost Herkimer en välbeställd jordägare, som även var överste i grevskapet Tryons milis. Trots att hans äldre bror Nicholas var ordförande för den patriotiska säkerhetskommittén i Tryon County tog Herkimer den brittiske konungens parti. Detta ställningstagande fjärmade honom från brodern och utsatte honom för politisk förföljelse. Han satt fängslad i olika perioder mellan 1775 och 1777 och ålades däremellan husarrest. På våren 1777 lyckades han fly till Kanada, begav sig där till Fort Niagara och fick anställning vid det Brittiska Indiandepartementet med kaptens grad. Hans hustru, tre söner och tre döttrar fängslades då av de amerikanska patrioterna.    

## Anfallet mot Mohawk Valley
Sommaren 1777 försökte en brittisk armé under general John Burgoyne separera New England från de övriga Tretton kolonierna. Som en diversion genomförde samtidigt en mindre brittisk kår under Barry St. Leger ett anfall mot Mohawkdalen och började belägra Fort Stanwix. I den brittiska kåren fanns många lojalister från Mohawkdalen, bland annat kapten Herkimer, som var transportansvarig. En amerikansk undsättningsexpedition under befäl av hans bror Nicholas Herkimer led den 6 augusti 1777 ett svårt nederlag i slaget vid Oriskany där brodern blev dödligt sårad. I litteraturen omtalas ofta att Johan Jost stred mot sin bror vid Oriskany, men med all sannolikhet var han under slaget fullt sysselsatt med att leda arbetet med att återställa den sjötransportled som amerikanerna försökt göra obrukbar.  

## Ett nytt liv i Kanada
Resten av det amerikanska frihetskriget tillbringade Herkimer som tjänsteman vid det brittiska krigskommissariatet i Kanada med ansvar för båttransporter. 1779 började staten New York konfiskera lojalisternas egendomar och Herkimer förklarades som förrädare och hans jord indrogs till staten. Han förvisades från New York och förbjöds vid vite av dödsstraff att återkomma. Herkimers hustru anhöll om att hon tillsammans med barnen skulle få bege sig till Kanada för att förena sig med maken, men den revolutionäre guvernören i New York George Clinton vägrade att ge detta tillstånd och de kunde inte återförenas förrän efter kriget. Den samlade familjen slog sig ned i Kingston, Ontario, där kapten Herkimer förlänades 3 450 acres jord, som ersättning för de tjänster han gjort den brittiska kronan.

## Familjeliv
Johan Jost Herkimer gifte sig 1758 med Maria Van Allen (1735-1805). De hade åtta barn, av vilka sju nådde vuхen ålder.